# Frédéric Gevers
Frédéric Stéphane Jacques Louis Gevers (Antwerpen, 13 maart 1923 – Edegem, 13 februari 1997) was een Belgisch pianist en muziekpedagoog.
Gevers was zoon van notaris Charles Gevers en Margareta Maria Anna (Rite) Cranleux; zij was een nicht van schrijver Emile Verhaeren. Hij was een neef van de schrijfster Marie Gevers, zus van Charles. Hij groeide op in huize Mussenborg (Missenburg, Missembourg), dat in eigendom was van de families Gevers en Willems. Hij trouwde zelf met musicienne Eva Hartung.
Al vanaf zijn vierde was Gevers achter de piano te vinden. Hij studeerde bij Gabrielle Radoux, de echtgenote van componist Lodewijk Mortelmans, (vanaf 1929), Walter Rummel (1939-1943), Yves Nat in Parijs en Paul Roës (1943-1956); ook Wilhelm Kempff droeg bij aan zijn opleiding.
Nog voor het eind van de Tweede Wereldoorlog trok hij Europa in om concerten dan wel recitals te geven onder leiding van dirigenten als Herbert Blomstedt, Rafael Frühbeck de Burgos, Enrique Jordá, Fernand Quinet en André Vandernoot. Daarbij speelde hij dikwijls werken van Johann Sebastian Bach. Zo concerteerde hij in 1954 zowel in recitals en soloconcerten in en om Den Haag; als solist werd hij toen begeleid door het Residentie Orkest onder leiding van Willem van Otterloo in Bachs pianoconcert. In aanvulling op het uitvoeren van de werken verdiepte Gevers zich steeds verder in de te spelen werken. Daarbij bestudeerde hij niet alleen de partituren, maar ook de achtergronden waartegen een werk geschreven was. Bij concerten met kamermuziek speelde hij vaak samen met Stanley Weiner, Eugène Traey (in 1962 nog samen in Den Haag te beluisteren in het Concert voor twee piano’s en orkest van Francis Poulenc weer met het Residentieorkest, onder leiding van Eduard Flipse) en Walter Boeykens.
Gevers begon destijds ook met het geven van muzieklessen, eerst aan het conservatorium van Mechelen totdat hij in 1962 op vraag van toenmalige directeur Flor Peeters toetrad tot het docentenkorps van het Koninklijk Vlaams Conservatorium in Antwerpen. Hij bleef er lesgeven tot in 1988. Hij gaf echter ook muzieklessen in Spanje. Hij zat een aantal keer in de jury van de Koningin Elisabethwedstrijd (1975, 1987 en 1991). Zijn pianospel is bewaard gebleven in een beperkt aantal opnamen. Aan het eind van zijn leven namen zijn krachten af; een uitspraak van hem in 1986 tijdens de concertreeks in Leeuwarden was: "Hoe ouder ge wordt, hoe sneller ge de zaken begrijpt, maar hoe trager ge ze in de vingers krijgt".
Naast zijn muziekwerkzaamheden had Gevers een diepe interesse voor antroposofie, ingegeven door zijn oudere broer notaris Emile Gevers. Zo was hij betrokken bij de eerste Waldorfschool en was hij lid van Artium.
- Biblioteca Nacional de España: XX1181620
- Gemeinsame Normdatei: 1246368447
- International Standard Name Identifier: 0000 0000 5963 5511
- Library of Congress Control Number: n98104587
- MusicBrainz: 42e4ad02-ab5e-462c-a71e-8d8d08f716a2
- Virtual International Authority File: 86947556